# Featuring Ghostbusters
Featuring Ghostbusters è la nona raccolta dedicata al musicista statunitense Ray Parker Jr., pubblicata dalla Collectables nel 2004.

## Il disco
Featuring Ghostbusters è una ristampa della precedente collezione economica Ghostbusters: The Encore Collection. Oltre al titolo, l'unica caratteristica che pone differenza fra le due edizioni è la copertina.

## Tracce
1. Ghostbusters - 4:00 -  (Ray Parker Jr.)
2. The Other Woman - 4:04 -  (Ray Parker Jr.)
3. The People Next Door - 4:28 -  (Ray Parker Jr.)
4. Goin' Thru School and Love - 4:17 -  (Ray Parker Jr.)
5. A Woman Needs Love (Just like You Do) - 4:06 -  (Ray Parker Jr.)
6. Can't Keep from Cryin' - 3:38 -  (Ray Parker Jr.)
7. In the Heat of the Night - 4:14 -  (Ray Parker Jr.)
8. Let Me Go - 4:13 -  (Ray Parker Jr.)
9. Old Pro - 4:43 -  (Ray Parker Jr.)
10. Tonight's the Night - 5:07 -  (Herbie Hancock, Ray Parker Jr.)